# جیمز سی کک
جیمز سی کک (انگلیسی: James C. Keck؛ زاده ۱۹۲۴ درگذشته ۹ اوت ۲۰۱۰) یک فیزیک‌دان بود. 